# (19718) Albertjarvis
(19718) Albertjarvis es un asteroide del cinturón de asteroides descubierto el 5 de noviembre de 1999 por David S. Dixon en observatorio astronómico de Jornada, en Las Cruces, Nuevo México. 

## Designación y nombre
Designado provisionalmente como  1999 VF2 fue nombrado por Albert G. Jarvis (1911-1996) quien inventó los elementos de fijación para la industria y las máquinas para producirlos. Además de inventor, también fue un buen amigo y vecino, siempre dispuesto a ayudar a reparar la casa o la maquinaria agrícola de un vecino, o ayudar a un adolescente a construir un proyecto científico o reconstruir su primer automóvil.

## Características orbitales
Albertjarvis está situado a una distancia media del Sol de 2,604 ua, pudiendo alejarse hasta 2,946 ua y acercarse hasta 2,263 ua. Su excentricidad es 0,131 y la inclinación orbital 14,651 grados. Emplea 1535,26 días en completar una órbita alrededor del Sol.
Pertenece a la familia de asteroides de (15) Eunomia.

## Características físicas
La magnitud absoluta de Albertjarvis es 13,40. Tiene 5,557 km de diámetro y su albedo se estima en 0,300.